# Manuel de survie à l'apocalypse zombie
Pour plus de détails, voir Fiche technique et Distribution.
Manuel de survie à l'apocalypse zombie (Scouts Guide to the Zombie Apocalypse ; Les Scouts et l'apocalypse zombie au Québec) est un film américain de Christopher Landon, sorti en 2015.

## Synopsis
3 amis scouts : Ben, Carter et Augie, se préparent à passer une nuit en forêt avec le chef des scouts Rogers. Cependant un accident dans un laboratoire à pour conséquence de transformer en zombie la population de la ville.
Ben et Carter durant la nuit quittent le camp pour se rendre à une soirée étudiante, mais se rendent vite compte qu'il se passe quelque chose en ville.

En effet la ville a été évacuée par les forces de l'ordre, les trois amis se retrouveront et feront équipe avec Denise (une serveuse de bar) afin de sauver les étudiants qui n'ont pas été évacués et combattre les hordes de zombies qui hantent la ville.

## Fiche technique
- Titre français : Manuel de survie à l'apocalypse zombie
- Titre québécois : Les Scouts et l'apocalypse zombie
- Titre original : Scouts Guide to the Zombie Apocalypse
- Réalisation : Christopher Landon
- Scénario : Carrie Evans, Emi Mochizuki et Christopher Landon
- Production : Todd Garner et Andy Fickman
- Musique : Matthew Margeson
- Photographie : Brandon Trost
- Montage : Jim Page
- Société de production : Broken Road Productions
- Société de distribution : Paramount Pictures
- Pays d'origine :  États-Unis
- Langue originale : anglais
- Format : couleur - 2.35:1
- Genre : horreur, comédie
- Durée : 92 minutes
- Dates de sortie :
  - États-Unis : 30 octobre 2015
  - Belgique : 4 novembre 2015
  - France : 10 janvier 2016 (sur Netflix uniquement)

## Distribution[1],[2]
- Tye Sheridan (VF : Fabrice Fara ; VQ : Nicolas Bacon) : Ben Goudy
- Logan Miller (VF : Hervé Grull ; VQ : Xavier Dolan) : Carter Grant
- Joey Morgan (VF : Gabriel Bismuth-Bienaimé ; VQ : Louis-Philippe Berthiaume) : Augie Foster
- Sarah Dumont (VF : Alice Taurand ; VQ : Catherine Proulx-Lemay) : Denise Russo
- David Koechner (VF : Jean-François Aupied ; VQ : Tristan Harvey) : chef des Scouts Rogers
- Halston Sage (VQ : Catherine Brunet) : Kendall Grant
- Cloris Leachman (VQ : Claudine Chatel) : Mme Fielder
- Niki Koss (VF : Edwige Lemoine ; VQ : Laurence Dauphinais) : Chloe
- Hiram A. Murray (VQ : Christian Perrault) : Caporal Reeves
- Lukas Gage (VQ : François-Nicolas Dolan) : Travis
- Drew Droege (VF : Nicolas Justaumont) : homme ivre
- Patrick Schwarzenegger (VF : Romain Altché ; VQ : Nicholas Savard-L'Herbier) : Jeff
- Blake Anderson (VQ : Hugolin Chevrette) : Ron le nettoyeur
- Sara Malakul Lane : Beths Daniels
- Elle Evans : Amber
- Cameron Elmore : un jeune nerd
- DJ Dillon Francis : un zombie (caméo)